# Luas

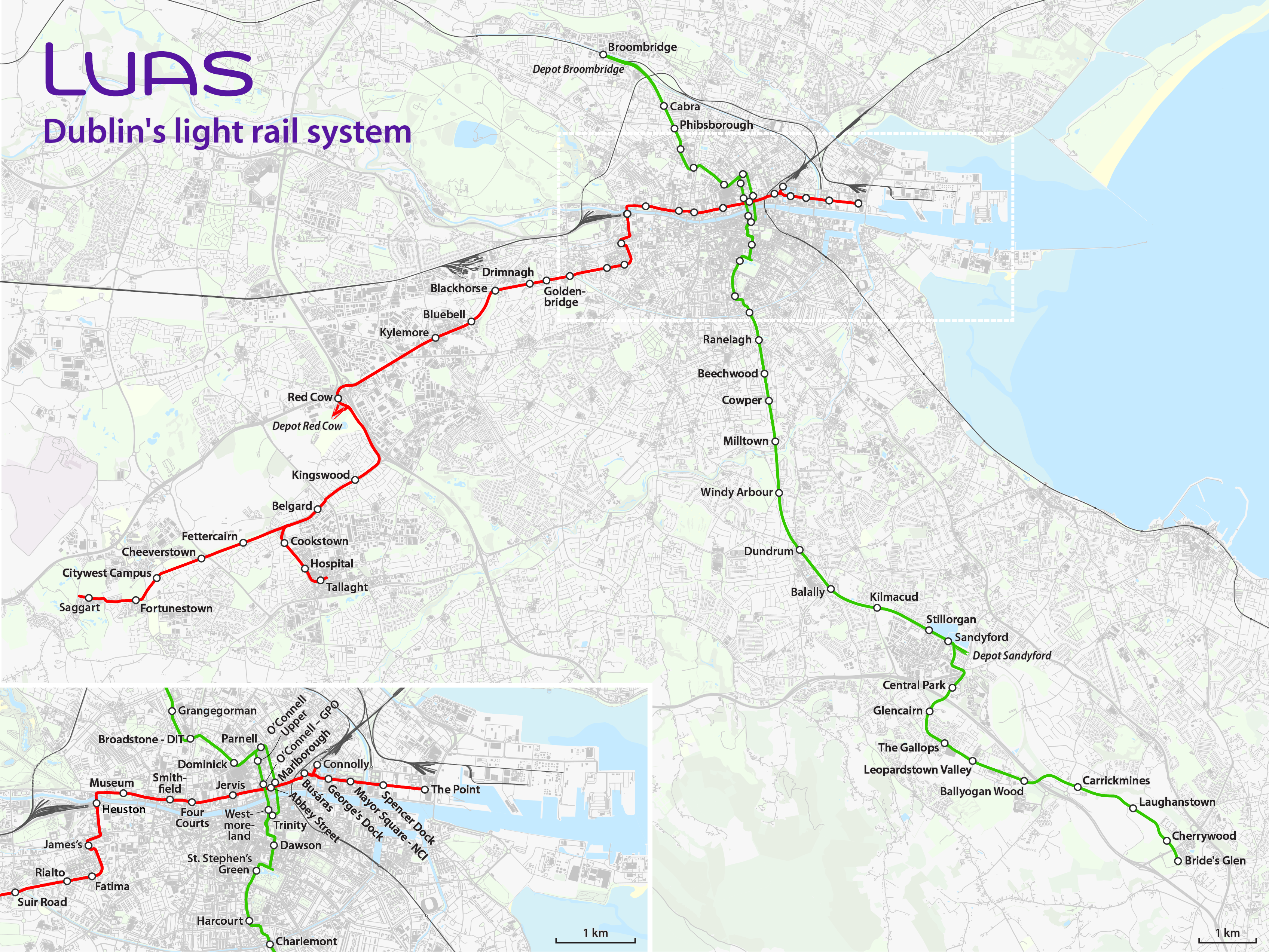
Mapa połączeń (stan na XII 2017)

Luas ([l̪ˠuː(ə)s̪ˠ], irl. szybkość) – system komunikacji tramwajowej działający w Dublinie w Irlandii.

## Organizacja systemu
System składa się obecnie z dwóch krzyżujących się tras: czerwonej (A), kursującej od dworca Connolly (irl. Stáisiún Uí Chonghaile) lub od The Point (irl. Iosta na Rinne) w dzielnicy Docklands do centrum satelickiego miasta Tallaght (irl. Tamhlacht) lub alternatywnie do Saggart (irl. Teach Sagard), oraz zielonej (B), jeżdżącej od stacji kolejowej Broombridge do Bride's Glen na przedmieściach Dublina. Obie trasy obecnie łączą się na Abbey St, skąd można się przesiąść na tramwaje linii zielonej odjeżdżające z przystanków O′Connell – GPO na północ i Marlborough na południe, a także na już wspomnianych O'Connell St i Marlborough St, skąd można się przesiąść na tramwaje linii czerwonej odjeżdżające z Abbey St zarówno na zachód, jak i na wschód. 
Linie dysponują infrastrukturą z zajezdniami i warsztatami (zlokalizowanymi przy następujących stacjach: Red Cow na linii czerwonej, Sandyford i Broombridge na zielonej. Sieć posiada jedyną pętlę zlokalizowaną na Parnell St, gdzie tramwaje z brygad szczytowych obsługujących skróconą linię z Bride's Glen/Sandyford do Parnell, przyjeżdżając z przystanku O'Connell Upper skręcają w prawo (a nie w lewo do Broombridge) zawracają do Sandyford/Bride's Glen przez Marlborough St. Na pozostałych końcach obu linii wagony zmieniają kierunek jazdy na tzw. wekslówkach. W tym modelu, kabiny sterujące są na obu końcach. Dzięki takiemu rozwiązaniu tramwaj może awaryjnie zawrócić w kilku punktach na całej trasie bez konieczności budowania pętli. Miejsca do zawracania znajdują się tuż przy przystankach: Abbey Street, Smiethfield, Heuston, Blackhorse na linii czerwonej, natomiast na linii zielonej umiejscowione są przy przystankach: Dominick, St Stephen's Green, Beechwood, Ballaly, Sandyford, The Gallops, Carrickmines. 

## Historia
Linię zieloną otwarto w środę 30 czerwca 2004, a linię czerwoną uruchomiono 28 września tego samego roku. Linia zielona na odcinku Sandyford ↔ Charlemont korzysta z nieużywanych dotychczas torów kolei podmiejskiej.
Pierwotnie był to projekt organizacji Córas Iompair Éireann, przejęty następnie przez Railway Procurement Agency. System eksploatowany jest przez prywatno-publiczną spółkę Transdev Ireland. Rozwój sieci Luas jest jedną z najważniejszych strategii Dublin Transportation Office na lata 2000–2016. Na budowę linii i tramwajów przeznaczono do tej pory ok. 700 milionów euro.
Od dnia 16 czerwca 2008, w związku z rozbudową linii czerwonej (A) o odcinek oznaczony jako (C1) zostały zamknięte dwie ostatnie stacje na linii czerwonej. Były to: stacja końcowa Dworzec Connolly oraz poprzedzający ją przystanek przy dworcu autobusowym Busáras. Dla skróconej linii, wybudowano możliwość zawrócenia na ulicy Abbey Street Lower. Prace wymagające zamknięcia ostatnich stacji zostały ukończone 7 września 2008 po wybudowaniu deltoidalnego rozjazdu. Taki kształt rozjazdu pozwala na możliwość zakończenia trasy tramwaju zarówno przy dworcu Connoly jak i kontynuacje jego trasy do nowego krańca The Point. Ostatecznie 8 grudnia 2009 przedłużenie zostało uruchomione i dzięki temu linia czerwona wydłużyła się o kolejne cztery przystanki. Są nimi: George's Dock, Mayor Square, Spencer Dock, Point Depot. Niektóre tramwaje wciąż kończą trasę przy dworcu Connolly (szczególnie w godzinach szczytu).
W październiku 2010 roku przedłużono linię zieloną. Kolejne 11 kilometrów i 9 nowych przystanków wybudowano od Sandyford do Bride's Glen (Cherrywood). Prace konstrukcyjne trwały od 26 lutego 2007 roku.
2 lipca 2011 uruchomiony został kolejny odcinek linii tramwajowej. Jest on odgałęzieniem linii czerwonej na stacji Belgard. Tramwaje jadące od strony centrum mogą teraz jechać tak jak dawniej do Tallaght lub nowym fragmentem do Saggart. Pierwotnie odgałęzienie to miało się kończyć w Fortunestown, ale ostatecznie zdecydowano o przedłużeniu trasy do Saggart.
W 2013 roku rozpoczęła się budowa odcinka torów tramwajowych przez centrum Dublina (O'Connell Street) wraz z budową mostu na rzece Liffey (Rosie Hackett Bridge), gdzie została przerzucona jedna nitka torów (druga przez O'Connell Bridge). Trasa prowadzi do Broombridge (21 minut jazdy z St Stephen's Green), gdzie można się przesiąść na podmiejską kolejkę Commuter. Otwarcie trasy na Broombridge nastąpiło w grudniu 2017 roku.
Dwuczłonowe wagony zasilane są z przewodów trakcyjnych zawieszonych nad jezdnią prądem stałym o napięciu 750 V. Rozstaw szyn jest standardowy i wynosi 1435 mm. Pomalowane na srebrno wozy Citadis (linia czerwona: 301 i 401, zielona: większość 402 oraz po jednym egzemplarzu modelu 301 i 401; oba przeniesione z zajezdni Red Cow) wyprodukowane w La Rochelle przez firmę Alstom osiągają maksymalną prędkość 80 km/h ale przepisy pozwalają jeździć max 70 km/h. Wozy na linii czerwonej i zielonej zabierają po 358 osób, w tym dwa wózki dla niepełnosprawnych. Obecnie (tzn. od XII 2017) są dostarczane dłuższe, 55-metrowe Citadisy na potrzeby obsługi wydłużonej linii zielonej; w związku z tym rozbudowano zajezdnię w Sandyford. 7 dłuższych tramwajów (nr. taborowe 5027-5033) rozpoczęło kursowanie w lutym 2018 po zmontowaniu składów w oddziale Alstomu przy zajezdni w Sandyford oraz jazdach próbnych.

## Rozbudowa linii tramwajowej
- Linia B2 z Cherrywood do Bray to dalszy fragment rozszerzenia zielonej linii. Odcinek ten miałby 6.8 km. Prace mogą rozpocząć się najwcześniej po zakończeniu odcinka B1. Przewidywane zakończenie prac na tym odcinku nie wcześniej niż 2015. Dla tej linii planowane są następujące przystanki od stacji Brides Glen:

St.Collumciles • Stonebridge • Crinken • Wilford • Old Connaught • Dublin Road • Rawenswell • Bray DART
oraz zachodnia odnoga tej linii za stacją Old Connaught:
Thornhill • Fassaroe
- Linia E – do maja 2008, opracowano jedynie studium wykonalności dla tej linii która miałaby połączyć Dundrum z centrum Dublina poprzez Rathfarnham, Terenure oraz Harold's Cross. Obecnie plany oczekują na zatwierdzenie przez Ministerstwo Transportu.
- Linia F miałaby połączyć dublińskie Centrum z Lucan. 27 września 2007, Noel Dempsey (Minister Transportu) ogłosił publiczne konsultacje w sprawie przebiegu planowanej linii. W październiku 2008 ogłoszono końcową wersję przebiegu proponowanej trasy. Według założeń, miałaby ona rozpoczynać się w Lucan, dalej prowadzić przez centrum handlowe Liffey Valey, a następnie poprzez Ballyfermot i Kylemore Park łączyć się z czerwoną linią. W rejonie przystanku Fatima, planowana linia wydzielałaby się ponownie i dalej wzdłuż Thomas Street kończyłaby się w rejonie Dame Street (Trinity College). Rok 2013 jest podany w dokumentacji jako data ukończenia.

## Schemat przebiegu linii
| Linia zielona  | Broombridge (Droichead Broome) – Cabra – Phibsborough (Baile Phib) – Grangegorman – Broadstone – DIT – Dominick – Parnell → Marlborough (Maoilbhríde) /przesiadka na linię czerwoną/ → Trinity (Tríonóid) → Dawson (Dásain) (w przeciwnym kierunku: ... – Dawson → Westmoreland → O'Connell – GPO (Ó Conaill – AOP) /przesiadka na linię czerwoną/ → O'Connell Upper → Parnell/Dominick – ...) – St Stephen's Green (Faiche Stiabhna) – Harcourt (Sr. Fhearchair) – Charlemont – Ranelagh (Raghnallach) – Beechwood (Bóthar Choill na Feá) – Cowper – Milltown (Baile an Mhuilinn) – Windy Arbour (Na Glásain) – Dundrum (Dún Droma) – Balally (Baile Amhlaoibh) – Kilmacud (Cill Mochuda) – Stillorgan – Sandyford (Áth an Ghainimh) – Central Park – Glencairn – The Gallops – Leopardstown Valley – Ballyogan Wood – Carrickmines – Laughanstown – Cherrywood – Bride's Glen (Gleann Bhríde) |
| Linia czerwona | The Point (Iosta na Rinne) – Spencer Dock – Mayor Square / NCI – George's Dock – Connolly Station (Stáisiún Uí Chonghaile) – Busáras – Abbey Street (Sr. na Mainistreach) /przesiadka na linię zieloną/ – Jervis – Four Courts (Na Ceithre Cúirteanna) – Smithfield (Margadh na Feirme) – Museum (Ard-Mhúsaem) – Heuston – James's – Fatima – Rialto – Suir Road – Goldenbridge – Drimnagh – Blackhorse – Bluebell – Kylemore – Red Cow – Kingswood – Belgard – Cookstown – Hospital – Tallaght (Tamhlacht) ... – Belgard – Fettercairn – Cheeverstown – Citywest Campus – Fortunestown – Saggart (Teach Sagard) |